# 영화초등학교 화덕분교
영화초등학교 화덕분교는 대한민국 경상북도 영천시에 있었던 공립 초등학교이다.

## 학교 연혁
- 1960년 4월 1일: 화덕국민학교로 개교
- 1996년 3월 1일: 화덕초등학교로 교명 변경
- 2016년 2월 12일: 제56회 졸업식(총 2,577명)
- 2016년 3월 1일: 영화초등학교에 통합, 영화초등학교 화덕분교장으로 교명 변경
- 2020년 2월 29일: 폐교[1]

## 참고 자료
- 영화초등학교 화덕분교 - 한국교육학술정보원 학교알리미